# Król Lear (film 1971)
Król Lear (ros. Король Лир, Korol Lir) – radziecki czarno-biały dramat filmowy z 1971 roku w reżyserii Grigorija Kozincewa. Ekranizacja klasycznej sztuki o tym samym tytule autorstwa Williama Szekspira. W roli tytułowej wystąpił estoński aktor Jüri Järvet. Zdjęcia kręcono w Narwie i Iwangorodzie.

## Obsada
- Jüri Järvet jako król Lear
- Elza Radziņa jako Goneryla
- Galina Wołczek jako Regana
- Walentina Szendrikowa jako Kordelia
- Oleg Dal jako błazen
- Kārlis Sebris jako Gloucester
- Leonhard Merzin jako Edgar
- Regimantas Adomaitis jako Edmund
- Władimir Jemieljanow jako Kent
- Aleksandr Wokacz jako książę Kornwalii
- Donatas Banionis jako książę Albany
- Aleksiej Pietrienko jako Oswald
- Juozas Budraitis jako król Francji

## Wersja polska
Głosów użyczyli:
- Zdzisław Mrożewski jako król Lir
- Mieczysław Gajda jako Błazen
- Stanisław Winczewski jako Kent
- Tomasz Zaliwski jako Edgar
- Leon Pietraszkiewicz jako Gloucester
- Witold Kałuski jako książę Kornwalii
- Bogdan Łysakowski jako Edmund
- Tadeusz Jastrzębowski jako Oswald
- Janina Szydłowska jako Goneryla
- Barbara Drapińska jako Regana
- Teresa Lipowska jako Kordelia
- Zygmunt Listkiewicz jako książę Albany